# 権敷無妾付き
「権敷無妾付」（けんしきなしめかけつき）は、藤子・F・不二雄（発表時は藤子不二雄名義）の読み切り漫画作品。1973年（昭和48年）『ビッグコミック』10月10日号に掲載された。現代人の欲求をテーマとしている。「権敷無」とは賃貸住宅のうたい文句で「権利金・敷金無し」のこと。

## あらすじ
マジメが取柄の主人公朴念寺清志（ぼくねんじ きよし）は、ある日謎の女性から「お会いしてお願いしたいことがある」という手紙が届く。マジメ一本の清志であるから、妻はイタズラか同名異人の手紙が間違って届いたのだと思う程度で全く相手にしていない。実は、その手紙を書いたのはセカンドワイフの斡旋を行っている人間だった。セカンドワイフとセカンドハウスを与えられた、「マジメ一本の」清志の反応とはいかに。

## 登場人物
朴念寺清志
本作品の主人公。妻と息子と娘がいる家庭持ちで地位は部長。名前の通り清くマジメでカタブツな朴念仁。
清志の妻
夫はカタブツであるため、女性からの手紙を見ても、夫の浮気などであるとは毛頭思わない。
清志の娘
最後の1コマで、清志に絵本を読んでもらっている。その絵本とはイソップ童話。
部下達
朴念寺のことをマジメ部長、カタブツ部長と呼んでいる。

## すっぱい葡萄
最後に清志は、わが子にイソップ童話『すっぱい葡萄』の絵本を読み聞かせている。何気ない1コマだが、これは主人公の満たされない欲求の負け惜しみを表している。